# Morminte (povestire)
 „Morminte” (Graves) este o povestire în genul științifico-fantastic militar scrisă de Joe Haldeman despre militari bântuiți de cadavre. A fost publicată inițial în octombrie 1992 în The Magazine of Fantasy & Science Fiction și a apărut ulterior în The Year's Best Science Fiction (1993), New Masterpieces of Horror (1996) și The Best of Joe Haldeman (2013).

## Primire
Povestirea a primit  premiul Nebula din 1994 pentru cea mai bună povestire și World Fantasy pentru cea mai bună ficțiune scurtă.

## Traduceri
În limba română a apărut în revista Helion, 2/1994. Traducătorul este nemenționat (probabil Nicu Gecse).